# Kotak Mahindra Bank
Die Kotak Mahindra Bank ist eine indische Privatbank mit Hauptsitz in Mumbai. Das Unternehmen bietet Banking und Finanzdienstleistungen über verschiedene spezialisierte Tochterunternehmen in den Bereichen persönliche Finanzen, Investmentbanking, allgemeine Versicherungen, Lebensversicherungen und Vermögensverwaltung an. Im April 2019 war es die zweitgrößte indische Privatbank nach Marktkapitalisierung hinter der HDFC Bank.

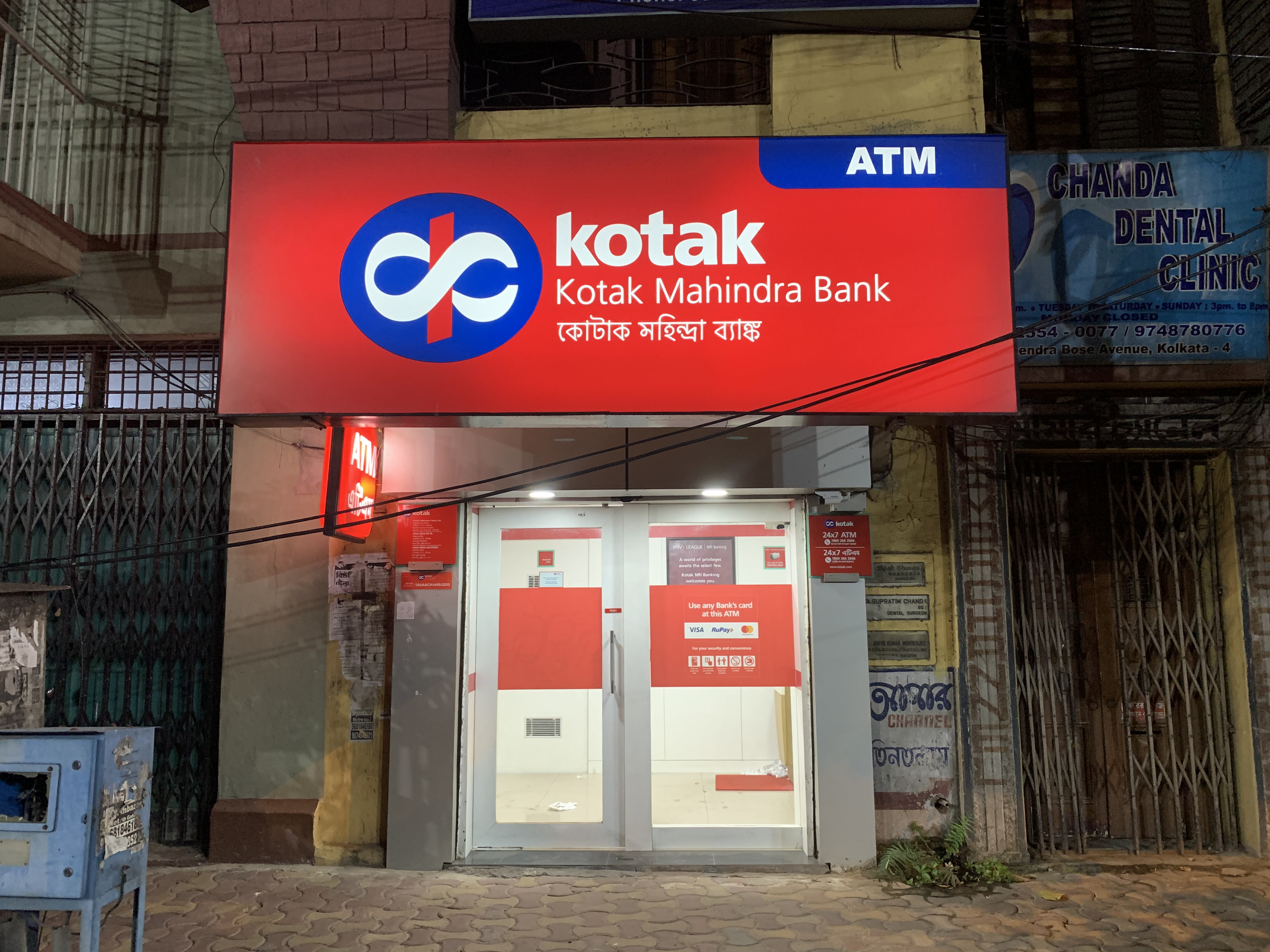
Servicecenter Kotak Mahindra Bank in Kalkutta

## Geschichte
1985 gründete Uday Kotak die heutige Bank als einen Finanzdienstleistungskonzern. Im Februar 2003 erhielt Kotak Mahindra Finance Ltd. (KMFL), das Flaggschiff der Gruppe, eine Banklizenz von der Reserve Bank of India (RBI). Damit wurde KMFL als erstes Nichtbanken-Finanzunternehmen in Indien in eine Bank umgewandelt, die Kotak Mahindra Bank Limited.
Im Jahr 2015 erwarb die Kotak Bank die ING Vysya Bank für eine Summe von 2,2 Mrd. US-Dollar. Mit der Fusion stieg die Gesamtbeschäftigung auf fast 40.000 Mitarbeiter und die Zahl der Filialen erreichte 1261. Nach der Fusion war die ING Groep, die die ING Vysya Bank kontrollierte, mit 7 % an der Kotak Mahindra Bank beteiligt.